# Ла Фонтен, Эдмон де
Эдмон де ла Фонтен (люкс. Edmond de la Fontaine, более известный под псевдонимом Дикс / Dicks; (24 июля 1823 — 24 июня 1891) — люксембургский юрист, поэт и автор песен и этнографических записок, известный литературным творчеством на люксембургском языке; считается национальным поэтом Люксембурга.
Вместе с Мишелем Ленцем (Michel Lentz) и Мишелем Роданжем (Michel Rodange) Эдмон де ла Фонтен является важнейшей фигурой в истории люксембургской литературы. К тому же, этнографическая работа Дикса «Люксембургские места и обычаи» (Luxemburger Sitten und Bräuche) является одним из первых научных описаний этнографии люксембуржцев.

## Жизнь
Эдмон де ла Фонтен был третьим сыном Гаспара-Теодора-Игнаса де ла Фонтена (Gaspard-Théodore-Ignace de la Fontaine), который был назначен губернатором Люксембурга в 1841 году, и впоследствии стал первым премьер-министром страны в 1848 году.
Фонтен учился в университете Льежа и Гейдельбергском университете с 1844 по 1847 год, прежде чем стать юристом в 1850 году.
С 1867 по 1870 год Эдмон де ла Фонтен занимал должность мэра Штадтбредимуса (Stadtbredimus) в долине Мозеля на востоке Люксембурга. В 1881 году он стал мировым судьей в Виандене, где он жил и творил последнее десятилетие своей жизни.

## Творчество
Эдмон де ла Фонтен создал большое творческое наследие — поэтические сборники, песни, драматургия, этнографические записки.
песни:
- Liss, du bass mäi Caprice;
- Den Hexemeeschter;

пьесы:
- Scholdschäin (первая пьеса, написанная на люксембургском языке);
- De Koséng;
- Mumm Séiss;
- Kiirmesgäscht;
- Op der Juecht:

поэзия:
- De Wëllefchen a de Fiischen;
- D’Vulleparlament am Gréngewald;
- Am Wanter;
- этнографические работы:
- Luxemburger Sitten und Bräuche, Luxemburg: Brück 1883 (на немецком языке);
- Die luxemburger Kinderreime, Luxemburg: Bück 1877